# Yuki no hana
Singles de Mika Nakashima
Find the Way
(2003) Seven
(2004)
Yuki no hana est le 10e single de Mika Nakashima sorti sous le label Sony Music Associated Records le 1er octobre 2003 au Japon. Il atteint la 3e place du classement de l'Oricon pour un total de 248 000 exemplaires vendus. C'est le 3e single le plus vendu de Mika Nakashima à ce jour.
Yuki no hana a été utilisé comme campagne publicitaire pour Meiji boda et Meiji galbo. Elle a été composée par Ryouki Matsumoto, et écrite par Satomi ; elle se trouve sur l'album Love, sur le mini-album Oborozukiyo: Inori et sur la compilation Best.

## Liste des titres
Toutes les paroles sont écrites par Satomi, toute la musique est composée par Ryoki Matsumoto.
| 1. | Yuki no hana (雪の華, Fleur de Neige)            | 5:42 |
| 2. | Yuki no hana (Acoustic)                          | 3:37 |
| 3. | Yuki no hana (Reggae Disco Rockers Flower's Mix) | 6:03 |
| 4. | Yuki no hana (Instrumental)                      | 5:38 |
| 5. | Yuki no hana (English)                           | 5:42 |

Vinyl
| 1. | Yuki no hana                | 5:42 |
| 2. | Yuki no hana (Instrumental) | 5:38 |

| 1. | Yuki no hana (Reggae Disco Rockers Flower's Mix) | 6:03 |